# Cryptocanthon galbao
Cryptocanthon galbao är en skalbaggsart som beskrevs av Cook 2002. Cryptocanthon galbao ingår i släktet Cryptocanthon och familjen bladhorningar. Inga underarter finns listade i Catalogue of Life.